# Mulkwitz

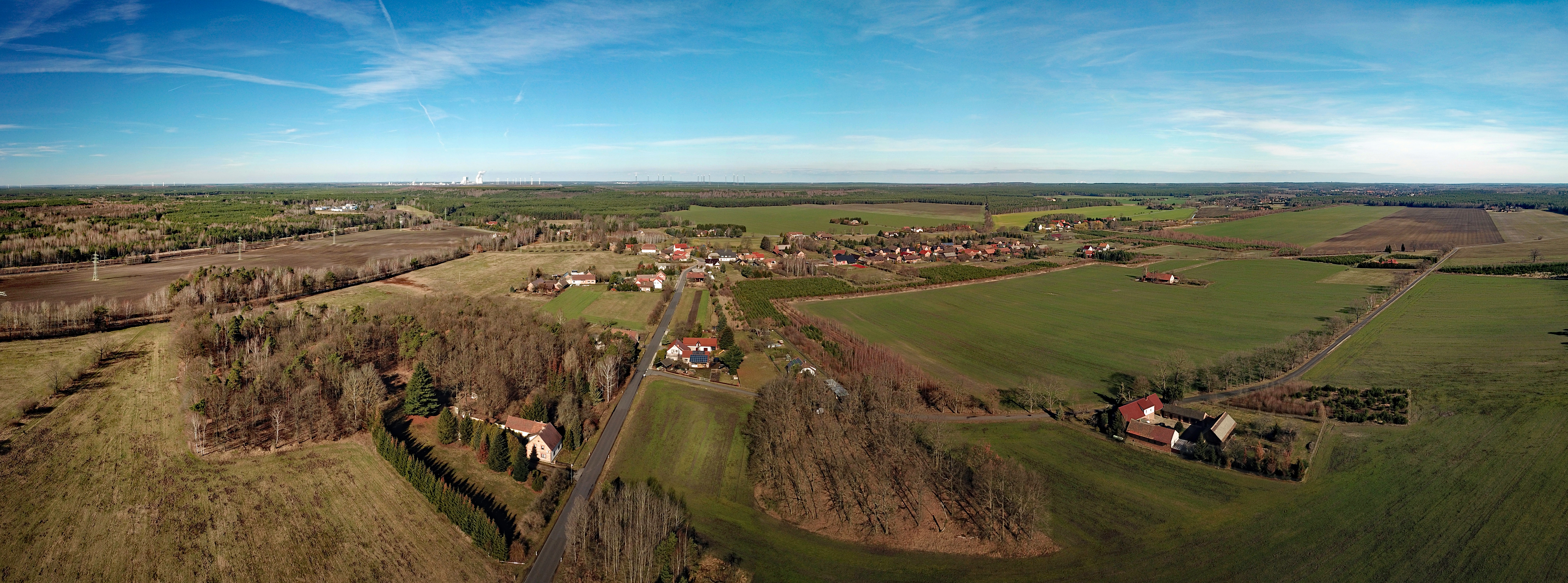
Luftbildpanorama

Mulkwitz,  obersorbisch Mułkecy, ist ein Ortsteil der Gemeinde Schleife in der Oberlausitz (Sachsen). Die vormals selbständige Gemeinde im sorbischen Siedlungsgebiet schloss sich am 1. Januar 1996 Schleife an.
Im Schleifer Dialekt wird der Ort Mułkoce genannt. Diese Bezeichnung ist, anders als die obersorbische, nicht amtlich.

## Geographie
Mulkwitz liegt im äußersten Nordwesten des Landkreises Görlitz an der Staatsstraße 130 (Burgneudorf–Schleife–Groß Düben). Im Nordosten liegt Rohne, im Osten des frühere Tiergartenareal (Gemeinde Trebendorf), es schließen sich Mühlrose und der Tagebau Nochten im Südosten sowie Neustadt im Südwesten an.
Der Dorfkern an der Dorfstraße verläuft in Form eines Straßendorfs parallel zur Struga, die aus Rohne kommend ihren Weg gen Neustadt zur Spree hin fortsetzt. Westlich des Ortskerns mündet der aus Mühlrose kommende Breite Graben in die Struga. Durch Grubenwasser stark gefüllt, führt er an dieser Stelle mehr Wasser als die Struga selbst.

## Geschichte

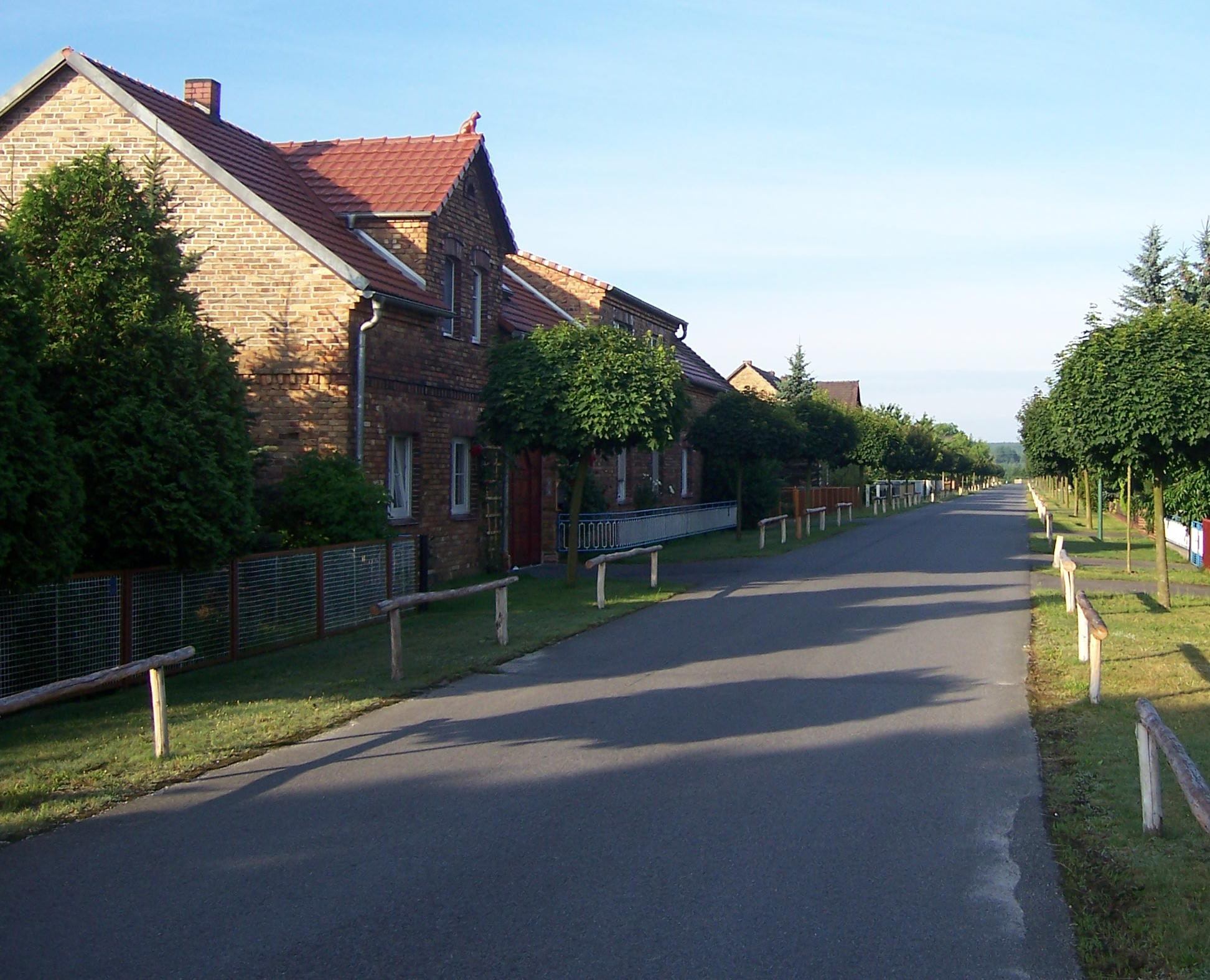
Mulkwitzer Dorfstraße

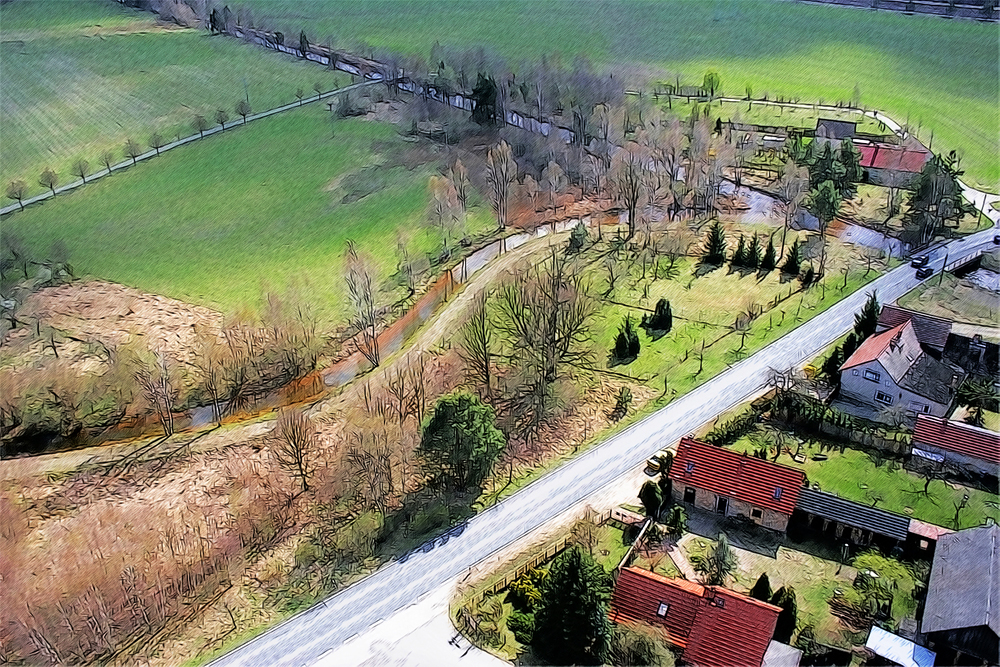
Zusammenfluss der Struga mit dem Breiten Graben im südlichen Mulkwitz (KAP-Luftaufnahme, grafisch anonymisiert vom April 2011)

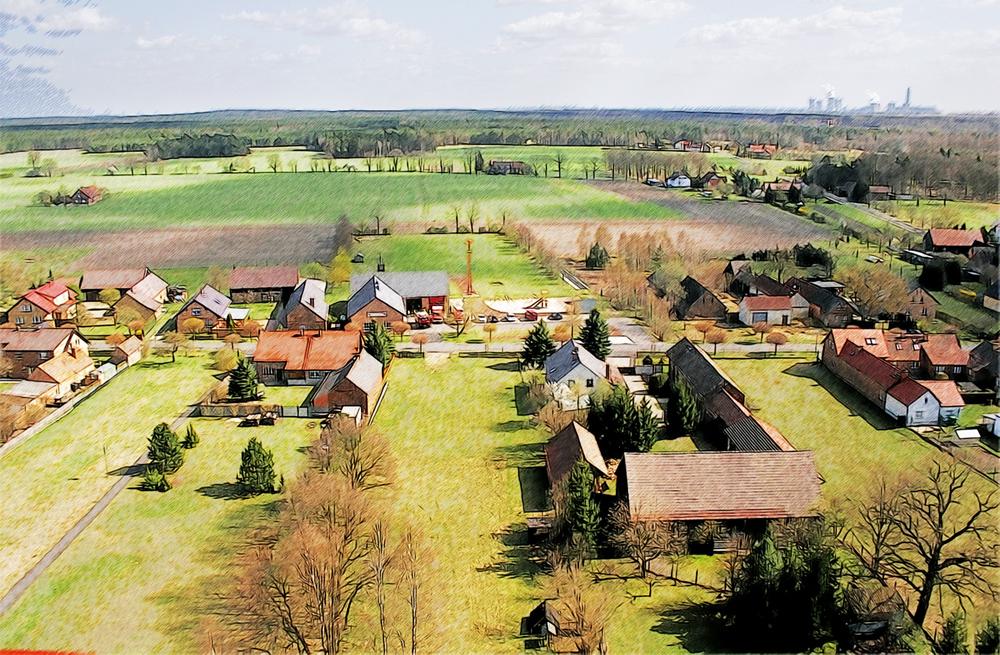
Zentrale Mulkwitzer Dorfstraße mit Feuerwehrhaus, Sport- und Spielplatz, Blickrichtung Südost

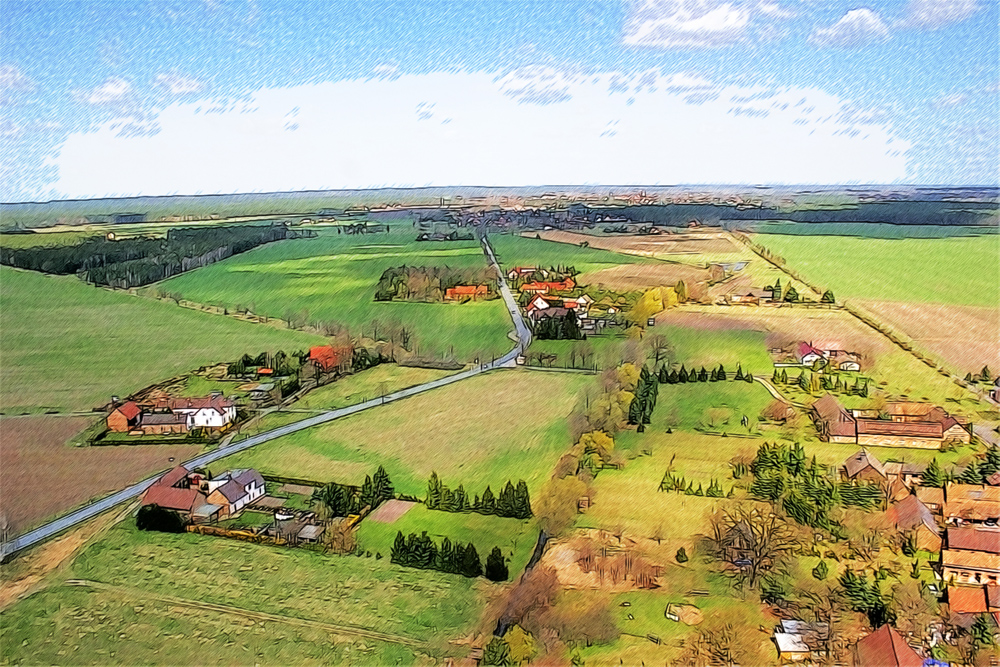
Nördlicher Dorfteil mit Blick nach Rohne

### Ortsgeschichte
Mulkwitz wurde wahrscheinlich im 12. Jahrhundert von slawischen Siedlern gegründet, nachdem die Gegend jahrhundertelang menschenleer war.
Nachdem die Familie von Köckritz, die im 14. und 15. Jahrhundert zu den reichsten Adelsfamilien der Lausitz zählte, um 1430 aus Schleife verschwunden war, wurde das Kirchspiel Schleife, zu dem Mulkwitz in seiner gesamten Geschichte gehörte, auf drei Grundherrschaften aufgeteilt. Vermutlich zinste Mulkwitz zusammen mit Mühlrose und Tzschelln den Herren von Pannewitz. Fabian von Schoenaich, der die Herrschaft Muskau zwischen 1551 und 1573 mit Gütern erweiterte, erwarb von den Pannewitzern auch die Ländereien um Mulkwitz, Mühlrose und Tzschelln, so dass sich das Muskauer Herrschaftsgebiet im Westen bis an die Spree ausdehnte. Die Herrschaft sollte in den nächsten 400 Jahren für die Entwicklung des Dorfes eine tragende Rolle spielen. Es wurde zwar kein Vorwerk im Dorf gebaut, dafür waren die ausgedehnten Waldgebiete von wirtschaftlicher Bedeutung.
Als die von Schönaich ausstarben, fiel die Herrschaft Muskau an die Krone. Der deutsche Kaiser und König von Böhmen Rudolf II. verkaufte die Herrschaft 1597 an Wilhelm Burggraf von Dohna. In diesem Kaufvertrag wird Mulkwitz – wie auch das Nachbardorf Rohne – erstmals urkundlich erwähnt als „das Dorf Mulckwiz mit seiner Zugehör“.
Durch Heirat gelangte Curt Reinicke von Callenberg 1644 in den Besitz der Standesherrschaft Muskau. Die Einnahmen aus der Standesherrschaft waren durch den Dreißigjährigen Krieg und seine teilweise verheerenden Auswirkung äußerst gering. Er und später auch sein Sohn und Nachfolger, Curt Reinicke II. von Callenberg, waren daher bemüht, die herrschaftlichen Besitztümer zu renovieren und ertragreich fortzuführen. Curt Reinicke II. war dabei in der Wahl der Mittel nicht sehr zurückhaltend. So stritt er sich beispielsweise zwischen 1678 und 1690 mit Bauern des Schleifer Kirchspiels um nicht erbrachte Frondienste. Waren es anfangs nur Bauern aus Schleife, so folgten 1686 auch Streitereien mit denen aus Mulkwitz, Mühlrose und Rohne. Fest entschlossen, den bäuerlichen Widerstand zu brechen, nutze er seine herrschaftlichen Möglichkeiten aus. In der Folge flüchteten mehrere Bauern in die benachbarte Herrschaft Hoyerswerda oder ins niederlausitzische Lieskau.
Der 1730 gegründeten Schule in Schleife für das gesamte Kirchspiel folgte 1770 eine in Mühlrose, zu deren Schulgemeinde auch Mulkwitz gehörte. Eine eigene Schule sollte Mulkwitz erst 1893 erhalten.
Zur Verbesserung der landwirtschaftlichen Erträge nach den Dürrejahren 1770/1771 ließ Graf Hermann von Callenberg nach seinem Amtsantritt 1774 Entwässerungsgräben in mehreren Gemeinden ziehen, unter anderem auch in Mulkwitz.
Nachdem das Königreich Sachsen in den napoleonischen Kriegen an französischer Seite kämpfte, musste es 1815 über die Hälfte seiner Landesfläche an Preußen abtreten. Auf diese Weise kam Mulkwitz zur Provinz Schlesien und wurde dem neu gegründeten Landkreis Rothenburg (Ob. Laus.) zugeordnet.
Einige Jahre vor Rohne bekam Mulkwitz 1893 eine Schule. Nach ihrer Schließung in den 1970er Jahren gingen die Kinder nach Rohne in die Grundschule; Schleife war bereits vorher Mittelschulstandort.
Nach dem Zweiten Weltkrieg wurde der westlich der Lausitzer Neiße gelegene Teil der preußischen Oberlausitz und somit auch Mulkwitz wieder dem Land Sachsen zugeordnet. Seit der Verwaltungsreform von 1952 gehörte das Dorf zum Kreis Weißwasser im Bezirk Cottbus.
Der Tagebau als Hauptarbeitgeber in der zweiten Hälfte des 20. Jahrhunderts hat auch in Mulkwitz seine Spuren hinterlassen. Nordwestlich des Ortes entstand bis 1974 durch Abhaldung des Aufschlussabraums des Tagebaus Nochten die 420 Hektar große Außenkippe Mulkwitz, die sich bis zu 34 Meter über das umgebende Gelände erhebt. 
Zu DDR-Zeiten gab es die sogenannte Spielzeugbude in der Nähe vom Friedhof, wo Plasteartikel hergestellt wurden. Dort wo einst Betriebsanlagen des Tagebau Nochten an der Neustädter Straße waren, ist heute die Firma Reinert Logistics mit über tausend Arbeitsplätzen mittlerweile ein Globalplayer.
Die 2013/2014 erfolgte zwar die Genehmigung des Antrags der Vattenfall Europe Mining AG auf Fortführung des Tagebaus Nochten nach Nordwesten hätte unter anderem die vollständige Umsiedlung der Orte Rohne und Mulkwitz sowie deren Überbaggerung in den 2020ern bedeutet. Als Umsiedlungsstandort für die Dorfgemeinschaft war der Lieskauer Weg nördlich des Schleifer Ortskerns geplant. Am 30. März 2017 gab der neue Eigentümer LEAG mit dem Revierkonzept jedoch bekannt, auf die Erweiterung des Tagebaus Nochten zu verzichten.

### Bevölkerungsentwicklung
| Jahr | Einwohner |
| ---- | --------- |
| 1782 | 131       |
| 1825 | 186       |
| 1863 | 224       |
| 1871 | 255       |
| 1885 | 278       |
| 1905 | 325       |
| 1910 | 337       |
| 1925 | 367       |
| 1933 | 341       |
| 1939 | 352       |
| 1946 | 380       |
| 1950 | 383       |
| 1964 | 368       |
| 1971 | 340       |
| 1990 | 257       |
| 1996 | 264       |
| 2002 | 277       |
| 2006 | 265       |
| 2009 | 252       |
| 2014 | 246       |
| 2019 | 202       |

Aus dem Jahr 1630, der Dreißigjährige Krieg (1618–1648) dauerte bereits zwölf Jahre an, sind eine Bevölkerung von 14 besessenen Mann, 3 Gärtnern und 1 Häusler übermittelt. 17 Jahre später, kurz vor Kriegsende, hat das Dorf je eine wüste Gärtner- und Häuslerstelle. Im Jahr 1699 war die Gärtnerstelle wieder belegt, die Häuslerstelle wurde nicht mehr besetzt. Aus dem Jahr 1777, die Folgen des Siebenjährigen Kriegs (1756–1763) waren noch nicht ganz überwunden, ist eine wüste Wirtschaft übermittelt. Die restlichen Einwohnerangaben sind mit der von 1699 identisch: 14 besessene Mann und 3 Gärtner. Bis 1782 hat sich die Anzahl der besessenen Mann auf 12 reduziert.
In den 15 Wirtschaften lebten 1782 131 Einwohner. Diese Einwohnerzahl stieg bis in die Mitte des 20. Jahrhunderts nahezu kontinuierlich auf über 380 an, fiel danach jedoch wieder ab. Zwischen 1990 und 2009 pendelte die Zahl der Einwohner in Mulkwitz zwischen 250 und 280.
Mulkwitz hatte ursprünglich eine sorbische Bevölkerung. 1863 waren laut amtlichen Angaben 201 der 224 Einwohner Sorben, rund 20 Jahre später lag der sorbische Bevölkerungsanteil sogar bei 98,6 %. Muka ermittelte damals in Mulkwitz für seine Statistik der Sorben in der Oberlausitz 278 Sorben und 4 Deutsche. Auch 1956 konnte Ernst Tschernik noch einen sorbischsprachigen Bevölkerungsanteil von 88,5 % zählen und damit den höchsten im Schleifer Kirchspiel. Seither ist die Zahl der Sorbisch-Sprecher in Mulkwitz zurückgegangen.

### Ortsname
Der Ursprung des Ortsnamens kann nicht mehr mit Sicherheit gedeutet werden. Ortsnamensforscher nehmen aber an, dass es sich um die Ableitung eines Personennamens handeln könnte. Der deutsche Name Mulkwitz als Ableitung des sorbischen Namens Mułkecy würde demnach ‚Leute eines Mułk‘ bedeuten.